# 3701 Purkyně
3701 Purkyně là một tiểu hành tinh vành đai chính với chu kỳ quỹ đạo là 1709.9521256 ngày (4.68 năm).
Nó được phát hiện ngày 20 tháng 2 năm 1985.